# Dolly (birka)

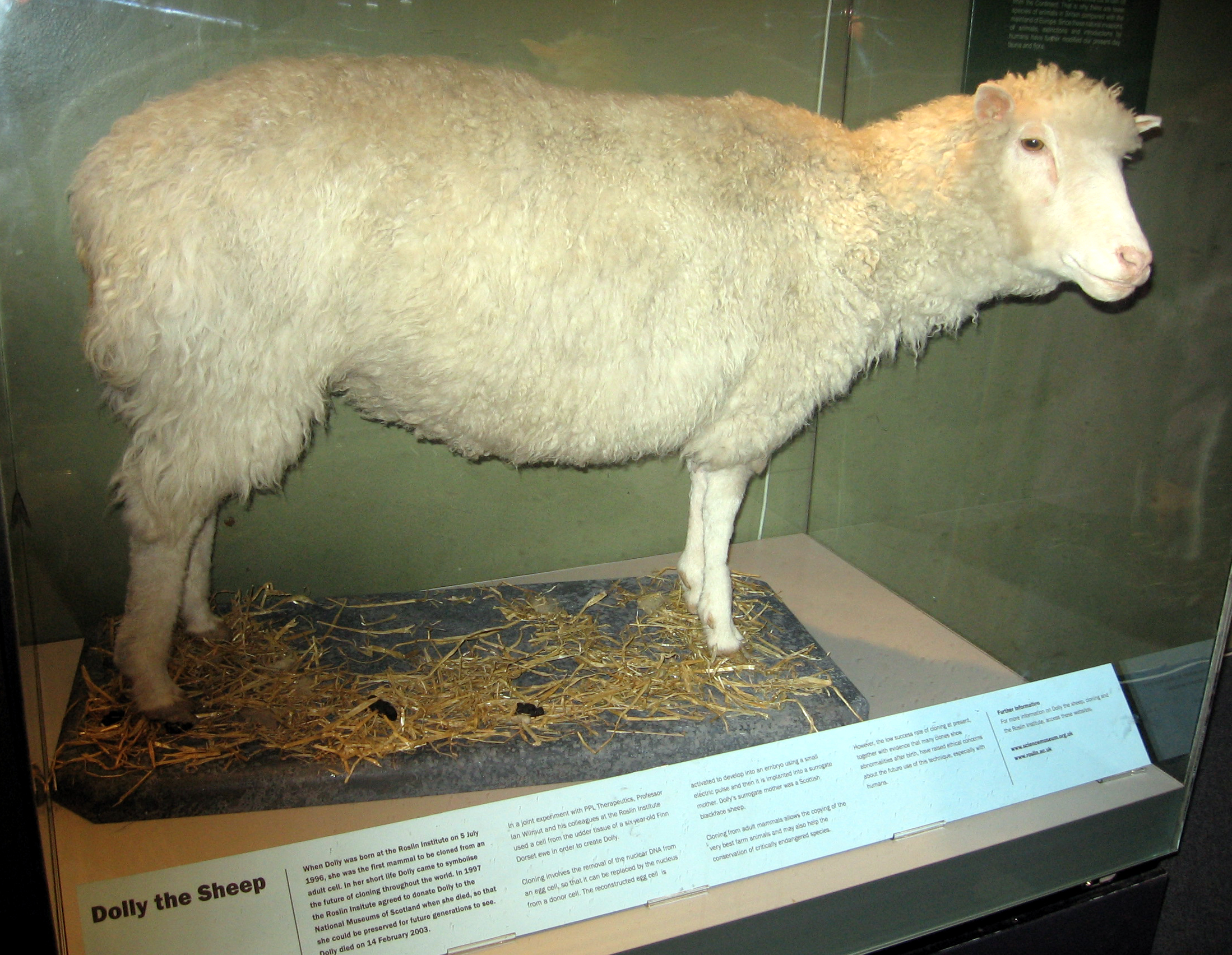
A kitömött Dolly

Dolly (1996. július 5. – 2003. február 14.) egy nőstény birka volt, a világ első testi sejtből klónozott emlőse. A hiedelemmel ellentétben nem Dolly volt a világ első klónozott állata.

## Története
1996. július 5-én született Edinburgh-ban. Ian Wilmut és Keith Campbell vezetésével egy kutatócsoport egy nem megtermékenyített, de érett petesejt magját eltávolította, és a klónozni kívánt élőlény sejtmagját (egy emlőmirigy sejtét) ültették helyébe. A petesejtet egy skót blackface (fekete pofájú) juhtól vették, míg a sejtmagot egy finn dorset fajtájútól, hogy a laikusok számára is szemmel látható legyen majd a klónozás eredménye. Ezt már csak egy „béranyába” kellett helyezni, hogy az élőlény DNS-éből, annak pontos mása megszülessen. A sikeres kísérletről 1997. február 23-án tett bejelentést az edinburghi Roslin kutatóintézet.(Az ember klónozását nemzetközi egyezmények jelenleg is tiltják.)
Nevét Dolly Parton amerikai country-énekesnőről kapta, akinek keblei „mély benyomást” tettek az emlőmirigy-sejtből klónozott jószágot létrehozó kutatókra.
2001-ben egy birkáknál nagyon gyakori betegséget kapott el, ám immunkezeléssel sikerült meggyógyítani. Végül 2003-ban pusztult el, 6 éves korában. Halála után kitömték, és Edinburgh-ban kiállították.